# فيار فوكاردو
فيار فوكاردو هي بلدية في مدينة تورينو الحضرية، في منطقة بيمنتة الإيطالية، وتقع على بعد حوالي 35 كم غرب تورينو .

## روابط خارجية
الموقع الرسمي